# Carmen Santos (atriz)
Carmen Maria de Moura dos Santos (Lisboa, 12 de março de 1946) é uma atriz e dobradora portuguesa. É lembrada por muitos portugueses por ter feito a voz da Abelha Maia na década de 1970.

## Biografia
Interessou-se pelo mundo da representação quando estava a estudar direito na faculdade. Em 1974, estreou-se profissionalmente como atriz e em 1977 nas dobragens. 

## Prémios e reconhecimento
Foi distinguida pela Academia Portuguesa de Cinema, com o Prémio Bárbara Virgínia. 

## Televisão
- Retalhos da vida de um médico RTP 1980
- Eu Show Nico RTP 1980
- Há Lobos na Aldeia RTP 1989 'Emília'
- Telhados de Vidro RTP 1993 'Henriqueta'
- Ballet Rose RTP 1998 'Dra. Manuela'
- Os Lobos RTP 1998 'Inês'
- Conde de Abranhos RTP 2000 'Laura Amado'
- Alves dos Reis RTP 2000/2001 'Beatriz'
- Tudo por Amor TVI 2002 'Manuela Rico '
- Morangos com Açúcar TVI 2003/2004 'Vitória Semedo'
- João Semana RTP 2005 'Teresa'
- Mistura Fina TVI 2005 'Jornalista'
- Tempo de Viver TVI 2007' Isabel Sanches '
- Ilha das Cores RTP 2007/2008 'Palmira'
- Fascínios TVI 2008 'Laura'
- Casos da Vida TVI 2008
- Rebelde Way SIC 2009 'Virgínia'
- Regresso a Sizalinda RTP 2010 'Maria Amélia'
- Sentimentos TVI 2009/2010
- Laços de Sangue SIC 2011 'Luísa'
- Remédio Santo TVI 2011/2012 'Brígida Coelho'
- Os Nossos Dias RTP 2013/2014 'Otília Gouveia'
- Mulheres TVI 2014/2015 'Quitéria Rodrigues'
- Paixão SIC 2017 'Adelaide'
- Golpe de Sorte SIC 2019/2021 'Lúcia Garcia'
- Para Sempre TVI 2021/23 'Natália Lampreia'
- Volto Já OPTO SIC 2022 'D. Hortense'
- Queridos Papás TVI 2023
- A Herança SIC 2025 'Cidália Silva Cunha'

## Dobragens
Depois de três anos apenas como atriz, estreou-se nas dobragens portuguesas dos desenhos animados. O primeiros desenhos animados em que se estreou profissionalmente nesse ramo foi no anime da pequena "Heidi" (após várias transmissões na versão japonesa), onde ela conseguiu o papel da própria protagonista. Também dobrou a mãe do Marco. Contudo, só um ano depois da estreia do "Marco" é que viria o trabalho que a tornaria popular e memorável entre o público, "A Abelha Maia", onde também conseguiu o papel da própria protagonista, que juntamente com a "Heidi" foram duas meninas titulares que apaixonaram as crianças daqueles anos. 

### Programas de TV
- Marco (RTP 1977) 'Ana'

- Abelha Maia (RTP 1978) 'Maia'
- Heidi (RTP 1976) 'Heidi' (só na década de 1980)
- Alice no País das Maravilhas (anime) 'Mãe de Alice / Rainha de Copas / Duquesa'
- As Aventuras de Tom Sawyer (RTP 1986) 'Cid'
- Os Flintstones 'Betty Rubble'
- Os Três Mosqueteiros (anime) 'Constance'
- Ren & Stimpy Show (SIC 1993) 'personagens secundárias'
- Os Feiticeiros de Waverly Place 'Theresa'
- Zack e Cody: Todos a Bordo 'Theresa'

### Filmes
- Bambi 'Mãe do Bambi'
- Cinderella 'Fada Madrinha'
- O Meu Vizinho Totoro 'Avó'
- Uma Vida de Insecto 'Cigana' e 'Dra. Flora'
- Toy Story 2: Em Busca de Woody 'Jessie'
- A Fuga das Galinhas 'Srª Tweedy'
- Dinossauro (2000) 'Plio'
- Missão: Salvar as Férias (2001) 'Gretchen' e  'Becky'
- Shrek 2 'Lilian'
- The Incredibles - Os Super Heróis 'Dona Hortênsia' e 'Mulher do Gato'
- Wallace & Gromit: A Maldição do Coelhomem 'Marquesa de Bella-Flor'
- Shrek, o Terceiro 'Lilian'
- Os Feiticeiros de Waverly Place: Férias nas Caraíbas 'Theresa'
- Ponyo à Beira-Mar 'Yoshie' e 'Mãe'
- Shrek para Sempre 'Lilian'
- Toy Story 3 'Jessie'
- Abelha Maia: O Filme 'Buzzlina Von Beena'
- A Bela e o Monstro (2017) 'Narradora'
- Toy Story 4 'Jessie'

### Videojogos
- Harry Potter e a Ordem da Fénix (o jogo) -  'Dolores Umbridge'
- Spider-Man 'May Parker'

## Filmografia
No cinema fez parte do elenco dos filmes: 
- O Conde de Novion (1977) 'Joana'
- Um Homem é um Homem (1986)
- Atrás das Nuvens (2007) 'Irene'
- Perdidamente Florbela (2012) 'Henriqueta'